# Cleveland Browns 2003
La stagione 2003 dei Cleveland Browns è stata la 51ª della franchigia nella National Football League. La squadra non riuscì a replicare il successo della stagione precedente vincendo solo cinque partite e dando inizio a una striscia negativa di annate senza raggiungere i playoff che si protrasse fino al 2020.

## Roster
|  | |  | |  | |  | |  |  |
|  | Quarterback - 2 Tim Couch - 8 Nate Hybl - 10 Kelly Holcomb - 12 Josh Booty Running back - 31 William Green - 29 James Jackson - 38 Josh Mallard FB - 44 Lee Suggs - 30 Jamel White Wide receiver - 87 André Davis - 85 C.J. Jones - 84 Andre King - 81 Quincy Morgan - 86 Dennis Northcutt - 88 Frisman Jackson Tight end - 82 Steve Heiden - 89 Darnell Sanders - 49 Keith Heinrich - 83 Chad Mustard |  | Offensive linemen - 68 Chad Beasley G - 70 Enoch DeMar G - 67 Melvin Fowler C - 73 Joaquin Gonzalez T - 60 Shaun O'Hara G - 62 Craig Osika C - 79 Barry Stokes T - 72 Ryan Tucker T - 66 Paul Zukauskas G Defensive linemen - 92 Courtney Brown DE - 96 Kenard Lang DE - 93 Michael Myers DT - 97 Alvin McKinley DT - 78 Tyrone Rogers DE - 99 Orpheus Roye DT - 94 Gerard Warren DT - 90 Mark Word DE |  | Linebacker - 59 Kevin Bentley - 52 Brant Boyer - 56 Sherrod Coates - 54 Andra Davis - 55 Barry Gardner - 51 Chaun Thompson - 53 Mason Unck Defensive back - 28 Leigh Bodden CB - 25 Chris Crocker CB - 24 Robert Griffith SS - 37 Anthony Henry - 22 Michael Jameson - 20 Earl Little - 33 Daylon McCutcheon - 39 Michael Lehan CB - 26 Nick Maddox - 21 Lewis Sanders CB Special team - 5 Brett Conway K - 17 Chris Gardocki P - 64 Ryan Pontbriand LS |  | Lista delle riserve - 4 Phil Dawson K (IR) - 50 Jeff Faine C (IR) - 80 Aaron Shea FB/TE (IR) - 77 Ross Verba T (IR) Squadra di allenamento - 65 Troy Andrew G - 36 Billy Blanchard FB - 91 Felipe Claybrooks DL - 23 Ron Israel DB - 71 Scot Osborne OL Rookie in corsivo |  |  |

## Calendario
| Stagione regolare |                    |                         |                    |                    |                    |
| Turno             | Data               | Avversario              | Risultato          | Record             | Pubblico           |
| 1                 | 7 settembre        | Indianapolis Colts      | S 6–9              | 0–1                | 73,358             |
| 2                 | 14 settembre       | at Baltimore Ravens     | S 13–33            | 0–2                | 69,473             |
| 3                 | 21 settembre       | at San Francisco 49ers  | V 13–12            | 1–2                | 67,412             |
| 4                 | 28 settembre       | Cincinnati Bengals      | S 14–21            | 1–3                | 73,428             |
| 5                 | 5 ottobre          | at Pittsburgh Steelers  | V 33–13            | 2–3                | 64,595             |
| 6                 | 12 ottobre         | Oakland Raiders         | V 13–7             | 3–3                | 73,318             |
| 7                 | 19 ottobre         | San Diego Chargers      | S 20–26            | 3–4                | 73,238             |
| 8                 | 26 ottobre         | at New England Patriots | S 3–9              | 3–5                | 68,436             |
| 9                 | Settimana di pausa | Settimana di pausa      | Settimana di pausa | Settimana di pausa | Settimana di pausa |
| 10                | 9 novembre         | at Kansas City Chiefs   | S 20–41            | 3–6                | 78,560             |
| 11                | 16 novembre        | Arizona Cardinals       | V 44–6             | 4–6                | 72,908             |
| 12                | 23 novembre        | Pittsburgh Steelers     | S 6–13             | 4–7                | 73,658             |
| 13                | 30 novembre        | at Seattle Seahawks     | S 7–34             | 4–8                | 64,680             |
| 14                | 8 dicembre         | St. Louis Rams          | S 20–26            | 4–9                | 73,108             |
| 15                | 14 dicembre        | at Denver Broncos       | S 20–23            | 4–10               | 75,358             |
| 16                | 21 dicembre        | Baltimore Ravens        | S 0–35             | 4–11               | 72,548             |
| 17                | 28 dicembre        | at Cincinnati Bengals   | V 22–14            | 5–11               | 65,362             |

Note: gli avversari della propria division sono in grassetto.

## Classifiche
| AFC North            |    |    |   |      |     |      |     |     |     |
|                      | V  | S  | P | %    | DIV | CONF | PF  | PS  | STR |
| (4) Baltimore Ravens | 10 | 6  | 0 | .625 | 4–2 | 7–5  | 391 | 281 | V2  |
| Cincinnati Bengals   | 8  | 8  | 0 | .500 | 3–3 | 6–6  | 346 | 384 | S2  |
| Pittsburgh Steelers  | 6  | 10 | 0 | .375 | 3–3 | 5–7  | 300 | 327 | S1  |
| Cleveland Browns     | 5  | 11 | 0 | .313 | 2–4 | 3–9  | 254 | 322 | V1  |